# Taliqua Clancy
Taliqua Clancy (Kingaroy, 25 juni 1992) is een Australisch beachvolleyballer. Met Mariafe Artacho del Solar won ze olympisch zilver, brons bij de wereldkampioenschappen en tweemaal zilver bij de Gemenebestspelen. Ze werd vijfmaal Aziatisch kampioen en nam in totaal driemaal deel aan de Olympische Spelen.

## Carrière

### 2009 tot en met 2017
Clancy deed in 2009 met Katie Bartoli mee aan de wereldkampioenschappen onder 19 in Alanya en eindigde op een negende plaats. Een jaar later won ze bij hetzelfde toernooi in Porto de bronzen medaille met Eliza Hynes. In 2011 debuteerde ze met Hynes in Åland in de FIVB World Tour en nam ze deel aan het WK onder 21 in Halifax. Bij de daaropvolgende editie in 2012 won ze met Mariafe Artacho del Solar de bronzen medaille. Bij de Aziatische kampioenschappen in Haikou verloren ze de troostfinale van het Chinese duo Ma Yuanyuan en Yue Yuan. Vervolgens vormde Clancy van 2013 tot en met 2017 een team met Louise Bawden. Het eerste jaar wonnen ze verschillende toernooien in de nationale en continentale competitie. In de World Tour speelden ze elf reguliere toernooien met een vijfde plaats in Moskou als beste resultaat. Bij de WK in Stare Jabłonki bereikten ze de zestiende finale waar ze werden uitgeschakeld door het Spaanse duo Liliana Fernández en Elsa Baquerizo. Het seizoen daarop wonnen Clancy en Bawden in Jinjiang de Aziatische titel tegen het Thaise duo Varapatsorn Radarong en Tanarattha Udomchavee. Daarnaast nam het tweetal deel aan negen FIVB-toernooien waarbij ze twee vijfde plaatsen behaalden (Berlijn en Long Beach).
In 2015 bereikten ze bij de WK in Nederland de kwartfinale die verloren werd van het Braziliaanse duo Taiana Lima en Fernanda Alves. Bij de negen overige FIVB-toernooien haalden ze zeven toptienklasseringen; in Poreč eindigden ze als derde en in Long Beach als vierde. Daarnaast prolongeerden Clancy en Bawden in Hongkong hun Aziatische titel tegen het Vanuatuaanse tweetal Linline Matauatu en Miller Pata. Clancy en Bawden speelden in 2016 in aanloop naar de Olympische Spelen in Rio de Janeiro zeven internationale wedstrijden. Ze behaalden vijf toptienklasseringen met onder meer een vierde plaats in Vitória en een vijfde plaats in Hamburg. In Rio eindigde het duo als vijfde nadat het in de kwartfinale werd uitgeschakeld door het Amerikaanse tweetal April Ross en Kerri Walsh Jennings. Ze sloten het seizoen af met een vijfde plaats bij de World Tour Finals in Toronto. Het jaar daarop wonnen ze in Songkhla voor de derde keer de Aziatische titel door het Chinese duo Yue en Wang Fan in de finale te verslaan. In de zes FIVB-wedstrijden in aanloop naar de WK in Wenen behaalden ze enkel toptienplaatsen. In Wenen werden Clancy en Bawden in de zestiende finale uitgeschakeld door de Brazilianen Maria Antonelli en Carolina Solberg Salgado.

### 2017 tot en met 2024

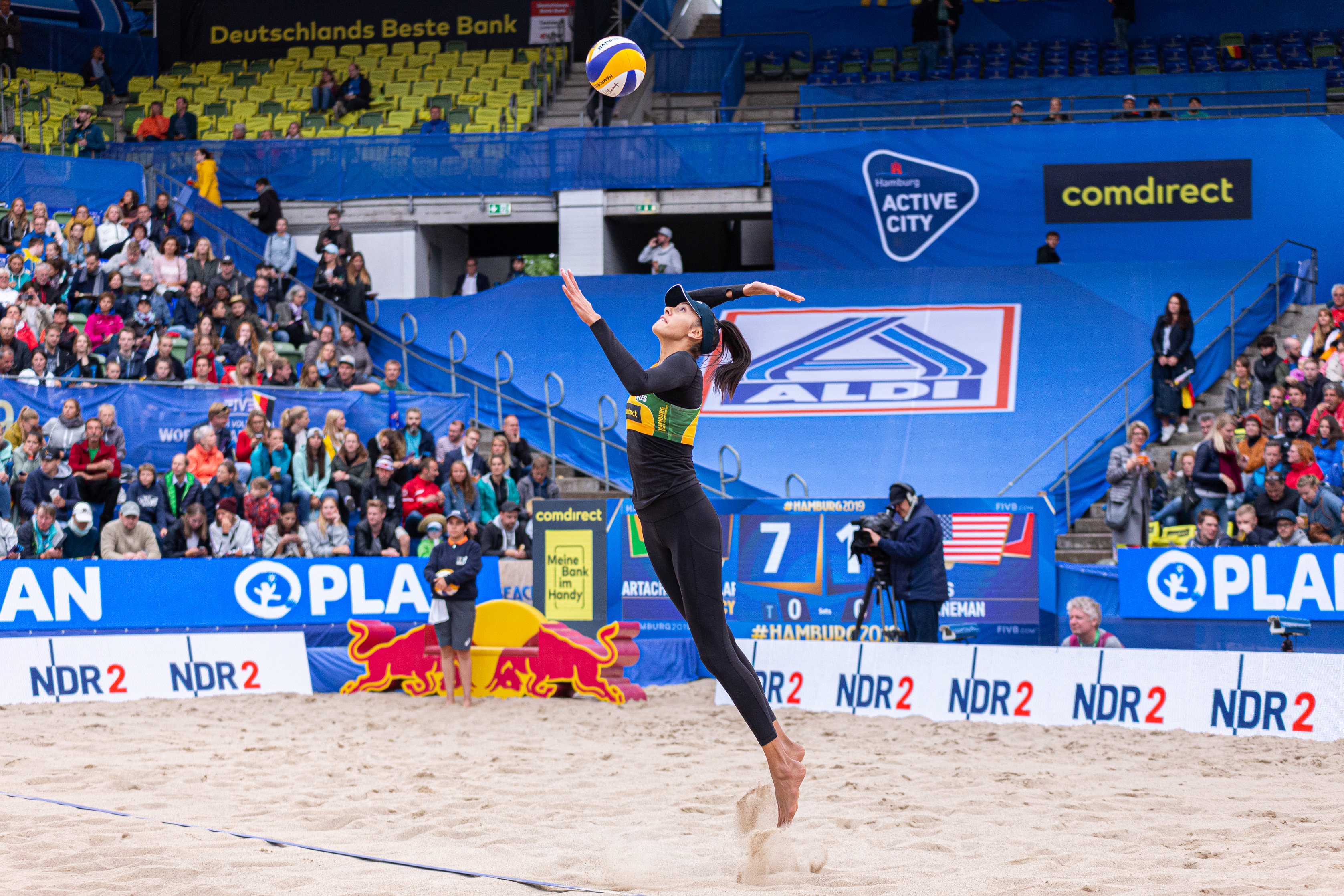
Clancy aan service bij de WK in Hamburg (2019)

Na afloop van de WK wisselde Clancy van partner naar Artacho del Solar. Het tweetal won eind 2017 de FIVB-toernooien in Qinzhou en Sydney. In 2018 wonnen ze de zilveren medaille bij de Gemenebestspelen in eigen land. In Coolangatta verloren ze de finale van het Canadese duo Sarah Pavan en Melissa Humana-Paredes. Ze namen verder deel aan negen reguliere toernooien in de World Tour, waarbij ze twee overwinningen (Luzern en Espinho) en een derde plaats (Xiamen) behaalden. In Hamburg sloten ze het seizoen af met de bronzen medaille bij de World Tour Finals. Bovendien wonnen Clancy en Artacho goud bij de Aziatische kampioenschappen in Satun ten koste van het Chinese duo Wang en Xue Chen. Het daaropvolgende seizoen prolongeerde het tweetal hun Aziatische titel in Maoming tegen Wang en Xia Xinyi. In de World Tour boekten ze een overwinning in Warschau, een tweede plaats in Jinjiang en een derde plaats in Xiamen. Daarnaast wonnen Clancy en Artacho de bronzen medaille bij de WK in Hamburg door het Zwitserse duo Nina Brunner en Tanja Hüberli in de troostfinale te verslaan.
Eind 2019 nam het duo deel aan twee toernooien van het volgende seizoen met een eerste plaats in Chetumal en een vierde plaats in Qinzhou als resultaat. In 2021 wonnen ze drie toernooien in de nationale competitie en speelden ze in aanloop naar de Spelen vier wedstrijden in de World Tour. Daarbij behaalden ze enkel toptienklasseringen met een overwinning in Cancun. Bij de Olympische Spelen in Tokio wonnen Clancy en Artacho de zilveren medaille bij nadat ze de finale verloren van het Amerikaanse tweetal April Ross en Alix Klineman. Het jaar daarop noteerden ze bij acht toernooien in de Beach Pro Tour – de opvolger van de World Tour – enkel toptienklasseringen en vier podiumplaatsen. Ze wonnen goud bij het Challenge-toernooi van Espinho, zilver in Kuşadası en brons bij de Elite16-toernooien van Gstaad en Torquay. Bij het Challenge-toernooi van Doha eindigden ze op een vierde plaats. Bij de WK in Rome bereikten Artacho en Clancy de kwartfinale die verloren werd van het Duitse duo Svenja Müller en Cinja Tillmann. Bij de Gemenebestspelen in Birmingham wonnen ze opnieuw het zilver achter Pavan en Humana-Paredes en bij de Aziatische kampioenschappen in Roi Et eindigden ze als tweede achter Alice Zeimann en Shaunna Polley uit Nieuw-Zeeland. Het duo sloot het seizoen af met een vierde plaats bij de seizoensfinale in Doha.
Clancy en Artacho namen in 2023 deel aan zeven Elite16-toernooien in de Pro Tour. Ze wonnen zilver in Uberlândia en brons in Doha en Tepic. Bij de WK in Tlaxcala eindigden ze op de vierde plaats. De halve finale werd verloren van titelverdedigers Ana Patrícia Ramos en Duda Lisboa uit Brazilië en in de wedstrijd om het brons was het Amerikaanse duo Kristen Nuss en Taryn Kloth in drie sets te sterk. Bij de Finals in Doha eindigden Clancy en Artacho eveneens op de vierde plaats, nadat ze de troostfinale verloren van Ana Patrícia en Duda. Het seizoen daarop kwamen ze bij vier Pro Tour-toernooien in actie met twee vijfde plaatsen (Stare Jabłonki en Wenen) als beste resultaat. Bij de Olympische Spelen in Parijs eindigde het duo op de vierde plaats. In de halve finale waren de latere kampioenen Ana Patrícia en Duda te sterk en in de wedstrijd om het brons verloren Clancy en Artacho in twee sets van Brunner en Hüberli. In het najaar van 2024 speelde Clancy nog drie Challenge-toernooien met Georgia Johnson en kwam daarbij in Chennai tot de kwartfinales.

### 2025
In 2025 vormt Clancy een duo met Jana Milutinovic. Ze begonnen het jaar met twee overwinningen in de nationale competitie. In de mondiale competitie namen ze deel aan vier toernooien met een gedeeld negende plaats in Yucatán als beste resultaat.

## Palmares
Kampioenschappen
- 2010:  WK U19
- 2012:  WK U21
- 2014:  AK
- 2015: 5e WK
- 2015:  AK
- 2016: 5e OS
- 2017:  AK
- 2018:  Gemenebestspelen
- 2018:  AK
- 2019:  AK
- 2019:  WK
- 2021:  OS

- 2022: 5e WK
- 2022:  Gemenebestspelen
- 2022:  AK
- 2023: 4e WK
- 2024: 4e OS

FIVB World Tour
- 2015:  Poreč Majors
- 2017:  3* Qinzhou
- 2017:  2* Sydney
- 2018:  4* Xiamen
- 2018:  3* Luzern
- 2018:  4* Espinho
- 2018:  World Tour Finals Hamburg
- 2019:  4* Xiamen
- 2019:  4* Jinjiang
- 2019:  4* Warschau
- 2019:  4* Chetumal
- 2021:  4* Cancun

Beach Pro Tour
- 2022:  Kuşadası Challenge
- 2022:  Elite16 Gstaad
- 2022:  Espinho Challenge
- 2022:  Elite16 Torquay
- 2023:  Elite16 Doha
- 2023:  Elite16 Tepic
- 2023:  Elite16 Uberlândia